# Giuseppe Lepori

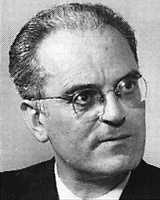
Giuseppe Lepori

Giuseppe Lepori (* 2. Juni 1902 in Massagno; † 6. September 1968 in Seravezza, von Oggio, Gemeinde Capriasca) war ein Schweizer Politiker, Tessiner Staatsrat der (CVP).
Er wurde am 16. Dezember 1954 in den Bundesrat gewählt. Am 31. Dezember 1959 übergab er sein Amt, nachdem er am 24. November seinen Rücktritt erklärt hatte. Während seiner Amtszeit stand er dem Post- und Eisenbahndepartement vor.
Er war Vizepräsident des Bundesrates im Jahre 1959.

## Herkunft
Giuseppe Lepori wurde 1902 als zweitjüngstes von sieben Kindern in der Gemeinde Massagno als Sohn des Giovanni, Kaufmanns, Gemeinderats in Vezia, und der Chiara Fumasoli geboren. Sein Vater betrieb einen Lebensmittelladen in Massagno und amtete in der Gemeindeexekutive und als Friedensrichter. Lepori studierte Rechtswissenschaften an der Universität Freiburg und schloss 1925 mit dem Lizenziat ab. Den folgenden Winter verbrachte er in München, um seine Kenntnisse der deutschen Sprache zu vertiefen. 1926–1928 arbeitete er als Redaktor an der italienischsprachigen Tageszeitung Giornale del Popolo mit. 1927 wurde Lepori in den Grossen Rat des Kantons Tessin gewählt, 1940 wechselte er in den Staatsrat (Exekutive).

## Wahl in den Bundesrat
Bei der Wahl am 16. Dezember 1954 waren drei Sitze zu besetzen. Karl Kobelt (FDP), Rodolphe Rubattel (FDP) und Josef Escher (CVP) verliessen den Bundesrat auf Ende Jahr. Der Sitz von Escher für die CVP (damals Katholisch-Konservative Partei der Schweiz) war unbestritten, entsprechend deutlich wurde Thomas Holenstein als dessen Nachfolger gewählt. Als Nachfolger von Rubattel wurde Paul Chaudet (FDP) gewählt. Bei der Wahl des Nachfolgers von Karl Kobelt unterstützten die Sozialdemokraten den Kandidaten der Katholisch-Konservativen Giuseppe Lepori. Damit folgten sie einer vertraulichen Absprache mit den Katholisch-Konservativen, die den Sozialdemokraten im Gegenzug bei der nächsten Vakanz der Freisinnigen zur Etablierung der Zauberformel zwei Sitze versprachen. Die FDP wollte ihren Sitz halten und portierte den Basler Alfred Schaller. Lepori wurde dann im 2. Wahlgang mit 128 von 232 gültigen Stimmen gewählt.

## Tätigkeit als Bundesrat
Lepori übernahm das Post- und Eisenbahndepartement. In dieser Funktion galt seine Hauptaufmerksamkeit dem neuen Massenmedium Fernsehen. Er erreichte, dass das Parlament eine erste Übergangsfinanzierung für den Aufbau der Infrastruktur bewilligte. Den Skeptikern an der neuen Technologie hielt er entgegen, dass ein staatliches Fernsehen für die «geistige, politische und wirtschaftliche Selbstbehauptung» von zentralem Interesse für die Schweiz sein würde.
Daneben zeichnete er für das neue Eisenbahngesetz verantwortlich, das vom Parlament am 20. Dezember 1957 angenommen wurde.

## Rücktritt und weitere Tätigkeiten
Im Sommer 1959 erlitt Lepori einen Schlaganfall. Sein Zustand verbesserte sich danach zwar wieder, trotzdem reichte er am 24. November seinen Rücktritt ein und gab seinen Verzicht auf eine Wiederwahl bekannt. Im Jahr 1960 wäre er turnusgemäss Bundespräsident geworden.
Nach seinem Rücktritt aus dem Bundesrat lehrte Lepori noch mehrere Jahre an der Universität Freiburg öffentliches Recht. Daneben arbeitete er als Präsident einer Juristenkommission den Entwurf für eine neue Tessiner Kantonsverfassung aus, die dann am 29. Oktober 1967 vom Volk angenommen wurde.
Weiterhin leitete er die Verhandlungen zwischen dem Bundesrat und dem Heiligen Stuhl um die Gründung des neuen Bistums Lugano.

## Werke
- Nulla accade. Novelle. Istituto tipografico editoriale, Milano 1963.
- Questo Ticino. Esplorazioni nel tempo e nello spazio. Benjamin Laederer, Ginevra 1963.
- Scritti di Giuseppe Lepori. Armando Dadò Editore, Locarno 1978.
- Diritto costituzionale ticinese. G. M. Lepori, Bellinzona 1988.